# Wouter Zweers (acteur)
Wouter Zweers (Brummen, 1984) is een Nederlands acteur.
Zweers studeerde in 2010 af aan de Toneelschool & Kleinkunstacademie in Amsterdam. Met het theatergezelschap Nieuw West speelde hij in 2010 in het theaterstuk Met Joran aan zee de hoofdrol van Joran van der Sloot. Hiermee werd de rol van Natalee Holloway gespeeld door Sanne Vogel, waarmee hij ook lange tijd een relatie had. In 2011 richtte hij samen met Lykele Muus het theatercollectief Hartenjagers op. In 2016 speelde hij in de soap Nieuwe Tijden de rol van Quinn Streefkerk. Ook was hij te zien in de VPRO televisieprogramma's Villa Achterwerk en The Popgroep.
In 2018 opent hij Bar Mimi in de Potgieterstraat in Amsterdam.

## Filmografie
- 2004: Gay als Roderick
- 2006: Langer licht als student achter bar
- 2009: De Storm als jongen in de harmonie
- 2011: Sonny Boy als Gerard van Haringen
- 2011: Een bizarre samenloop van omstandigheden als Erich Reinhardt (korte film)
- 2012: Soegija als Robert
- 2012: Jij & ik als Thomas (korte film)
- 2013: Flikken Maastricht als Toby Eckers (1 aflevering)
- 2016: Flikken Rotterdam als Joost Levie (1 aflevering)
- 2016: Zwarte Tulp als Merijn van Diemen (3 afleveringen)
- 2016: Goede tijden, slechte tijden als Quinn Streefkerk (1 aflevering)
- 2016-2017: Nieuwe Tijden als Quinn Streefkerk (75 afleveringen)
- 2017: De mannentester als Peter (1 aflevering)
- 2017: Ghost Corp als Marius
- 2022: Goede tijden, slechte tijden als Julian Verduyn (nr. 2)
- 2023-2024: Oogappels, als James

## Theater
- 2009: Midzomernachtsdroom - Toneelgroep Oostpool
- 2009: Altijd februari - Solotwo
- 2009: Half huis - BonteHond
- 2009: Toneelmomenten - Solotwo
- 2010: Met Joran aan zee - Nieuw West
- 2010: Late avond idealen - De Vogelfabriek
- 2010: Look Closer - Theaterschool
- 2010: Golden Years - Solotwo
- 2010: Bladgoud - Solotwo
- 2010: Het lastigste geval - Solotwo
- 2010: Sorry - Solotwo
- 2010: Toon - Albert Verlinde Enterainment B.V.
- 2011: Wie is er bang voor Virgina Woolf? - Uitmarkt
- 2011: Wij vieren - Hartenjagers
- 2012: Casthuis - 47 dagen eerlijke ellende - Balie Produkties
- 2012: Het blauwe huis - Theatergroep Suburbia
- 2013: Ontspoord - De Toneelmakerij
- 2014: Anne - Imagine Nation
- 2015: De Tweeling - Theateralliantie